# Friedensquelle (Bad Berleburg)

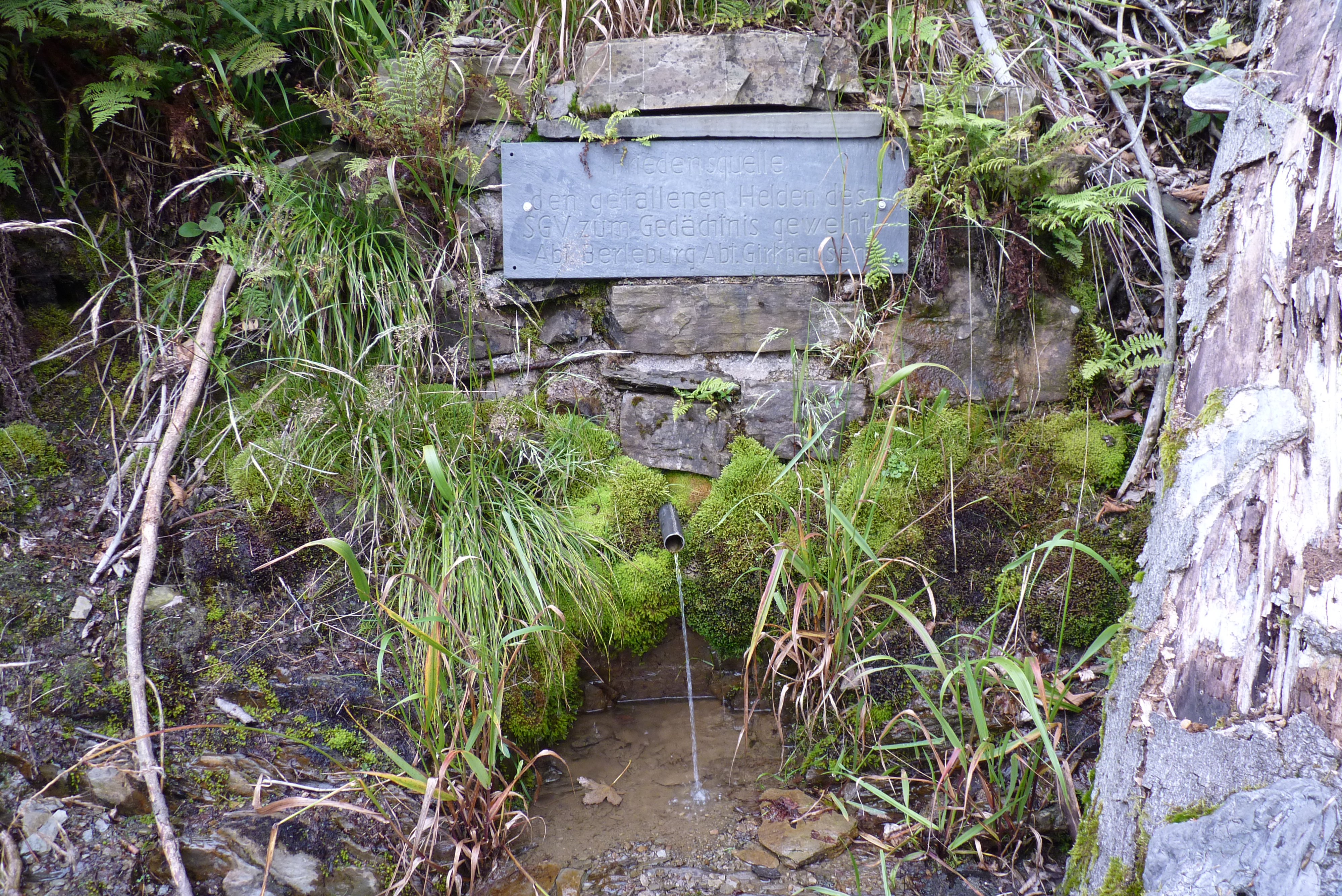
Friedensquelle

Die Friedensquelle befindet sich in 740 m Höhe im Naturschutzgebiet Rothaarkamm am Grenzweg in Bad Berleburg, 2 km östlich von Schanze. Sie ist eine Gedenkstätte für die im Ersten Weltkrieg gefallenen Mitglieder des Sauerländischen Gebirgsvereins. Die Inschrift auf der Tafel lautet „Friedensquelle / 
den gefallenen Helden des / SGV zum Gedächtnis geweiht / Abt. Berleburg Abt. Girkhausen“. Das Wasser der Quelle fließt über einen namenlosen Zufluss in die Odeborn, die Eder, die Fulda und die Weser in die Nordsee.